# Kostel svatého Cyrila a Metoděje (Paříž)
Kostel svatého Cyrila a Metoděje (fr. Église Saint-Cyril-Saint-Méthode) je luterský farní kostel ve 20. obvodu v Paříži, v ulici Rue de Bagnolet. Stavba byla dokončena v roce 1962 v novobyzantském slohu.